# ウィナーズカップ
ウィナーズカップは、毎年3月中旬から下旬に開催される、競輪のGII競走。

## 概要
長らく(1977年(1972年、1973年、1975年も含む)~2016年の間)、毎年3月にはGI・日本選手権競輪が行われてきたが、同競走が2016年度以降はゴールデンウィーク期間中に開催することとなった ため、その『空いた』3月に新たに開催することとなった特別競輪が、新規GII格付けであるこの「ウィナーズカップ」である。伝統あるGI開催に加え、競輪界に新たな歴史を築くために創設された。
大きな特徴として、車券に最も貢献している1着回数上位者を中心に選抜することにより、他のGI・GIIにはない特色を出してアピールを高めるとともに、より多くの選手にGII出場のチャンスを与えている。そのため、S級2班在籍であっても選考期間中の1着回数が上位であった場合は初日の特別選抜予選（シードレース）に出走できるほか、前年にS級S班（現S級1班）であった者でも選考漏れし出場できないケースも生じている。
- 木村安記は、若手の自力選手が出場しやすい大会であると述べている[4]。
- 一方で中野浩一は、本大会における選考基準である「1着回数」について、9車立てであるGIなどグレードレースと7車立てであるFI（S級シリーズ。7車立ては2020年6月以降）を同列で扱っていること、さらに敗者戦の1着回数も選考基準に含めていることについて疑義を抱いており、見直しが必要と何度も苦言を呈している[5][6]。

また、同開催最終日第9レースでは「ガールズ フレッシュクイーン」も併せて行われる。

### 賞金
以下は、近年の決勝戦における各着順の賞金額。（　）内は副賞（1〜3着に授与）を含んだ金額。
| 大会            | 1着                    | 2着                        | 3着                    | 4着       | 5着       | 6着       | 7着       | 8着       | 9着       |
| --------------- | ---------------------- | -------------------------- | ---------------------- | --------- | --------- | --------- | --------- | --------- | --------- |
| 第8回（2024年） | 2,600万円（2,800万円） | 1,326.6万円（1,390.6万円） | 741.1万円（771.1万円） | 421.1万円 | 311.9万円 | 257.8万円 | 243.2万円 | 229.4万円 | 216.4万円 |
| 第9回（2025年） | 2,700万円（2,890万円） | 1,380万円（1,444万円）     | 771万円（801万円）     | 437.9万円 | 324.4万円 | 268.1万円 | 252.9万円 | 238.6万円 | 225.1万円 |

## 歴史
第1回大会は、2017年3月17日 - 20日（春分の日）に高松競輪場で開催され、郡司浩平が初代王者となった。
第4回大会（2020年）では賞金額が増額されたが、COVID-19の流行と感染拡大を防止する観点で、特別競輪としては史上初の無観客での開催として行われた。当時は全国的に全ての競輪場・競輪場外車券売場が閉鎖されていたため車券の購入は電話投票ないしインターネット投票のみとなったことから、総売り上げは25億6160万5100円と前回の37%に留まった。結果として、三日制以上の特別競輪としては総売り上げワースト記録 ともなった。
第5回大会（2021年）では2年ぶりに観客を入れて開催されたが、前年同様の理由で三重県在住者のみの抽選による入場制限 を行ったうえで開催された。なお、シリーズ四日間の総売り上げは68億7267万8300円 で、前年比では大幅増だが2年前の売り上げを下回る結果で終わった。
第6回大会（2022年）では、前年同様の理由で宇都宮本場の滞留を最大2,500名にした上で開催された。また、4日間の総売上額は85億5773万3500円となり、前回比で25%近い大幅増加となっただけでなく、第1回大会の76億8742万4800円を約7億円上回り過去最高の売上額となった。
第7回大会（2023年）は別府開催であったため、同年度に開催されない別府記念と同じサブタイトル"オランダ王国友好杯"を付け開催された。また、シリーズ全体4日間の総売上額は75億2861万7700円となり、前回を10億円下回る結果となった。
第8回大会（2024年）では、令和6年能登半島地震を受け、令和6年能登半島地震復興支援競輪として実施された。また、最終日に行われていたガールズケイリンコレクションは今回が最終開催となった。シリーズ全体4日間の総売上額は74億1965万9100円と、前回も下回る結果となった。
第9回大会（2025年）では、大阪・関西万博協賛として実施された。第9レースにて、前年までのガールズケイリンコレクションに代わりガールズ フレッシュクイーンを実施。なお、シリーズ全体4日間の総売上額は83億7314万6000円で第6回大会に次ぐ過去2番目の売上となった。

## 出場選手選抜方法
ウィナーズカップの出場選手は、車券に最も貢献している1着回数の多い選手を中心に選抜される。毎回若干変更・修正されるものの、概ね以下の資格順位により正選手108名、補欠選手8名を選抜する。
- 選考期間…前年7月〜12月（6ヶ月）、選考月…1月、最低出走回数…24出走

1. S級S班在籍者
2. 1.を除く1位回数上位30名
1位の回数が同数の場合は2位の回数の多い選手を、2位の回数が同数の場合は3位の回数の多い選手を順次選抜する
3位の回数が同数の場合は平均競走得点上位者を優先して選抜する
3. 前年のヤンググランプリ出走者
4. FI開催（S級シリーズ）の決勝での1〜3位回数の上位者
1位の回数が同数の場合は2位の回数の多い選手を、2位の回数が同数の場合は3位の回数の多い選手を順次選抜する
3位の回数が同数の場合は平均競走得点上位者を優先して選抜する
  - 第5回（2021年）・第6回（2022年）では、上記2.と3.との間に「東京オリンピック自転車競技トラック種目代表選手」が、上記3.と4.との間に「選手選考対象期間において2ヶ月以上JCFトラック種目強化指定（A）に所属した者（開催時S級1班所属が条件）」が、それぞれ加えられた。但し、第5回では東京オリンピック開催が1年延期された影響で、代表選手であった新田祐大・脇本雄太はともに出場しなかった。
  - 第8回（2024年）では、上記3.と4.との間に「選手選考対象期間において2ヶ月以上JCFトラック種目強化指定（A）に所属した者（開催時S級1班所属が条件）」が、それぞれ加えられる。

正選手のうち、S級S班在籍者と1着回数上位者の合計27名については、初日は特別選抜予選に出走できる。
なお、補欠選手は正選手を除くFI開催（S級シリーズ）の決勝での1〜3位回数の上位者からさらに順次選抜される。

## 勝ち上がり方式
初日〜3日目は12レース、4日目（最終日）のみ11レース（他に「ガールズ フレッシュクイーン」1レース）が行われる。
| 優秀   | 初日          | 0002日目000     | 0003日目000 | 最終日        |
| ------ | ------------- | --------------- | ----------- | ------------- |
| 優秀   |               | 毘沙門天賞（1） | 準決勝（3） |               |
| 優秀   | 特選予選（3） | 二次予選（6）   |             | 00決勝（1）00 |
| 優秀   | 一次予選（9） |                 |             |               |
| 敗者戦 | 00-00         | （5）           | （9）       | （10）        |

- 初日

「一次予選」　合計9レース行われ、各レース1～4着36名が「二次予選」進出。
「特別選抜予選」　一次予選の後に合計3レース行われ、各レース1〜3着9名は無条件で2日目の「毘沙門天賞」と、3日目の「準決勝」進出権利が同時に得られる。4〜9着18名は「二次予選」進出。
- 2日目

「二次予選」　合計6レース行われ、各レース1～3着18名が「準決勝」進出。
「毘沙門天賞」　二次特別選抜予選として、最終レースに行われる。失格にならない限り、9名全員が「準決勝」進出。
- 3日目

「準決勝」　後半3レース。各レース1～3着9名が「決勝」進出。
- 4日目（最終日）

「決勝」　最終レース。
「特別優秀」　「決勝」前の合計2レース。「準決勝」各レース4〜6着9名と、二次予選敗退選手による3日目「特選」各レース1～3着9名の18名により行われる。
「ガールズ フレッシュクイーン」　新人女子選手による一発勝負。「特別優秀」前の第9レースに行われる。
その他、2日目以降に予選敗退者を対象とした「特一般」（2日目）、「一般」、「選抜」、「特選」（3日目以降）が開催される。
本大会はG2の中で唯一、2日目の特別競走（準決勝に確実に進めるシード番組）が実施される。
最終日は「ガールズ フレッシュクイーン」が行われる関係で「ウィナーズカップ」としての競走は11レースしか設定されていないため、3日目「一般」各レース7〜9着9名については最終日を待たずに強制的に（失格はなくても）途中帰郷（「お帰り」）させられる可能性がある。

## 過去の優勝者
| 回 | 開催年 | 開催場   | 優勝者   | 優勝者 | 毘沙門天賞勝者 | 毘沙門天賞勝者 |
| 回 | 開催年 | 開催場   | 氏名     | 府県   | 氏名           | 府県           |
| -- | ------ | -------- | -------- | ------ | -------------- | -------------- |
| 1  | 2017年 | 高松     | 郡司浩平 | 神奈川 | 平原康多       | 埼玉           |
| 2  | 2018年 | 松山     | 武田豊樹 | 茨城   | 三谷竜生       | 奈良           |
| 3  | 2019年 | 大垣     | 脇本雄太 | 福井   | 脇本雄太       | 福井           |
| 4  | 2020年 | 福井     | 松浦悠士 | 広島   | 郡司浩平       | 神奈川         |
| 5  | 2021年 | 松阪     | 清水裕友 | 山口   | 郡司浩平       | 神奈川         |
| 6  | 2022年 | 宇都宮   | 清水裕友 | 山口   | 松浦悠士       | 広島           |
| 7  | 2023年 | 別府     | 松浦悠士 | 広島   | 平原康多       | 埼玉           |
| 8  | 2024年 | 取手     | 脇本雄太 | 福井   | 眞杉匠         | 栃木           |
| 9  | 2025年 | 伊東温泉 | 古性優作 | 大阪   | 寺崎浩平       | 福井           |

## 今後の開催予定
- 第10回 - 2026年 3月19日〜22日 - 防府競輪場（初開催）
- 第11回 - 2027年 3月19日〜22日 - 大垣競輪場（8年ぶり2回目）

## 決勝戦テレビ中継
- 第1回（2017年）から第3回（2019年）までは、BS日テレにて放送されていたが、第4回（2020年）から第8回（2024年）まではSPEEDチャンネルのみの中継が続いていた。

- 第9回（2025年）は、BSよしもとのレギュラー番組「競輪LIVE!チャリロトよしもと」のスペシャルとして、決勝戦を生中継。

## エピソード
- 第6回（2022年）では、以下の記録が生まれた[21]。
  - 初日（3月18日）第6レースにおいて、3連単払戻金が1,149,810円（⑤磯田旭⑥高橋陽介④柴崎淳／476番人気）となり、2002年の3連単導入以後のGII開催では最高払戻額となった（GI開催を含めると2番目の払戻額）。また、2022年のビッグレースとしては初の110万円以上の払戻額となった。
    - GII開催でのそれ以前の最高払戻額の最高記録は、2020年9月19日の第36回共同通信社杯2日目第2レースにおける1,002,490円。

- 第8回（2024年）では、ナショナルチーム所属で出場資格を満たす全選手が、同チームとしての活動を優先したため本大会への出場を辞退となり不参加の扱いとした[注 8]。そのため、同年は国内組のみの戦いとなった。また、ガールズケイリンコレクションと決勝戦では、取手交響吹奏楽団による選手入場曲とファンファーレの生演奏が行われた[22][注 9]。

- 第9回（2025年）では、第6レース（特選）で1着となった山田庸平の上がりタイムが8秒9となり、伊東温泉競輪場のバンクレコード新記録を樹立。なお、従来の記録は、2014年4月27日に記録された新田祐大の9秒0[23]。